# محرم في البحرين

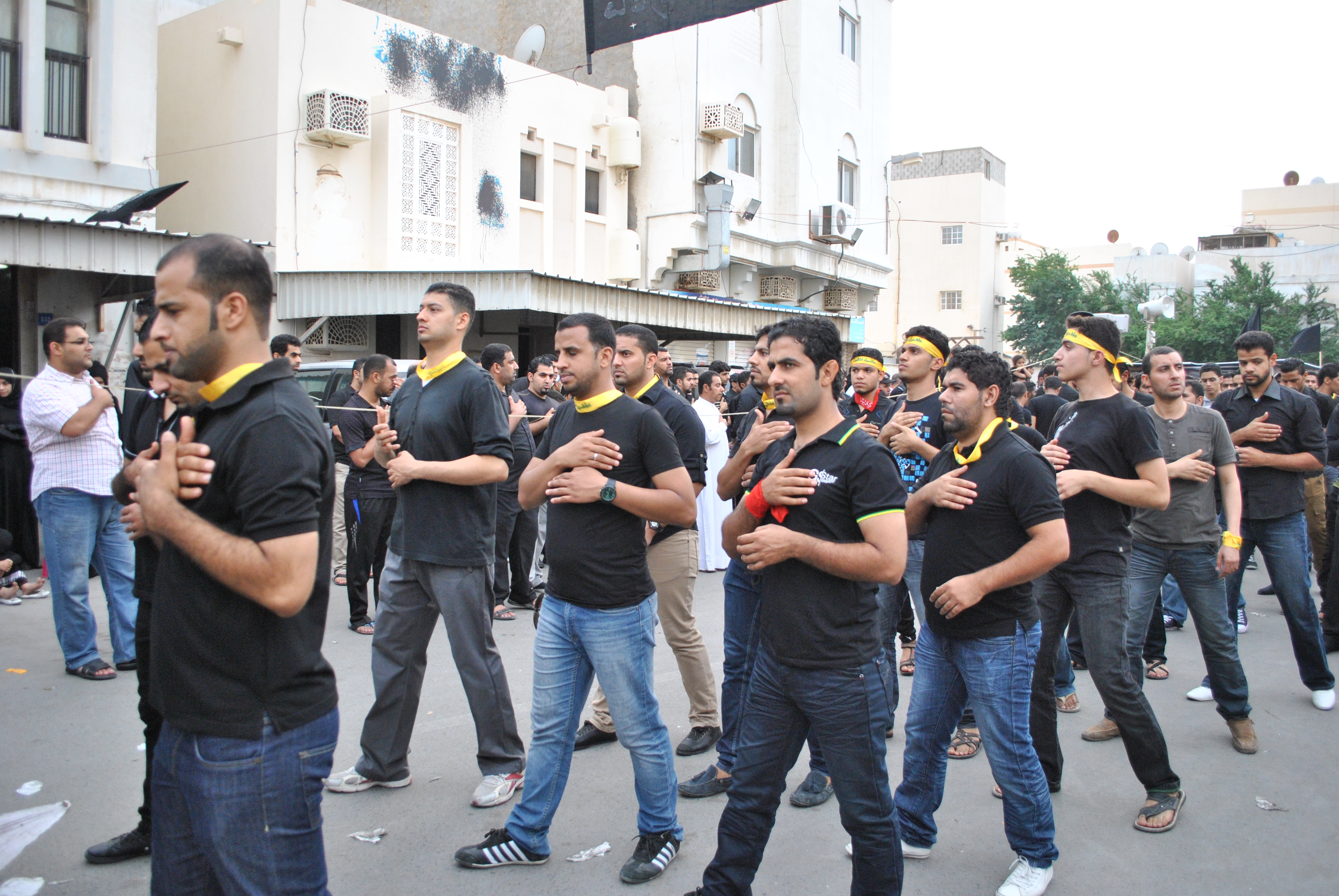
موكب في البحرين.

شهر المحرم الإسلامي هو فترة الحداد في الإسلام الشيعي ويذكر بذكرى وفاة الإمام الحسين بن علي الإمام الثالث ورفاقه في معركة كربلاء في 680. تسمى المواكب التي يطلق عليها إحياء محرم للاحتفال وتذكر بالأحداث التي وقعت وهذه غالبا ما تنظمها قاعات جماعية المعروفة باسم الحسينية. ذروة الحداد تكون في اليوم العاشر من محرم المسمى عاشوراء. يسمى الحداد أحيانا باسم ذكرى محرم.
إن الحداد الذي يحدث خلال محرم في البحرين له تاريخ طويل في البلاد وقد مورس لعدة قرون ويشهد الشهر تدفق هائل من الزوار من الدول العربية في الخليج العربي المجاورة الذين يتفرجون أو يشاركون في مواكب الحداد.

## الخلفية
هذا الحدث يصادف الذكرى السنوية لمعركة كربلاء عندما قتل الإمام الحسين بن علي حفيد النبي محمد والإمام الشيعي من قبل قوات الخليفة الأموي الثاني يزيد الأول. يتم ترتيب سلسلة من التجمعات اليومية طوال الشهر حيث يقدم رجل الدين خطب عن التعاليم الإسلامية وحياة الإمام الحسين. يصل الحداد نفسه إلى ذروته في اليوم العاشر من محرم المعروف باسم عاشوراء الذي قتل فيه الجيش الأموي المقاتلين ال 72 الذين قاتلوا بما في ذلك الإمام الحسين وعائلته ومؤيدوه. تم أسر النساء والأطفال الذين بقوا ونقلوا إلى بلاط يزيد في دمشق.

## إحياء محرم في البحرين

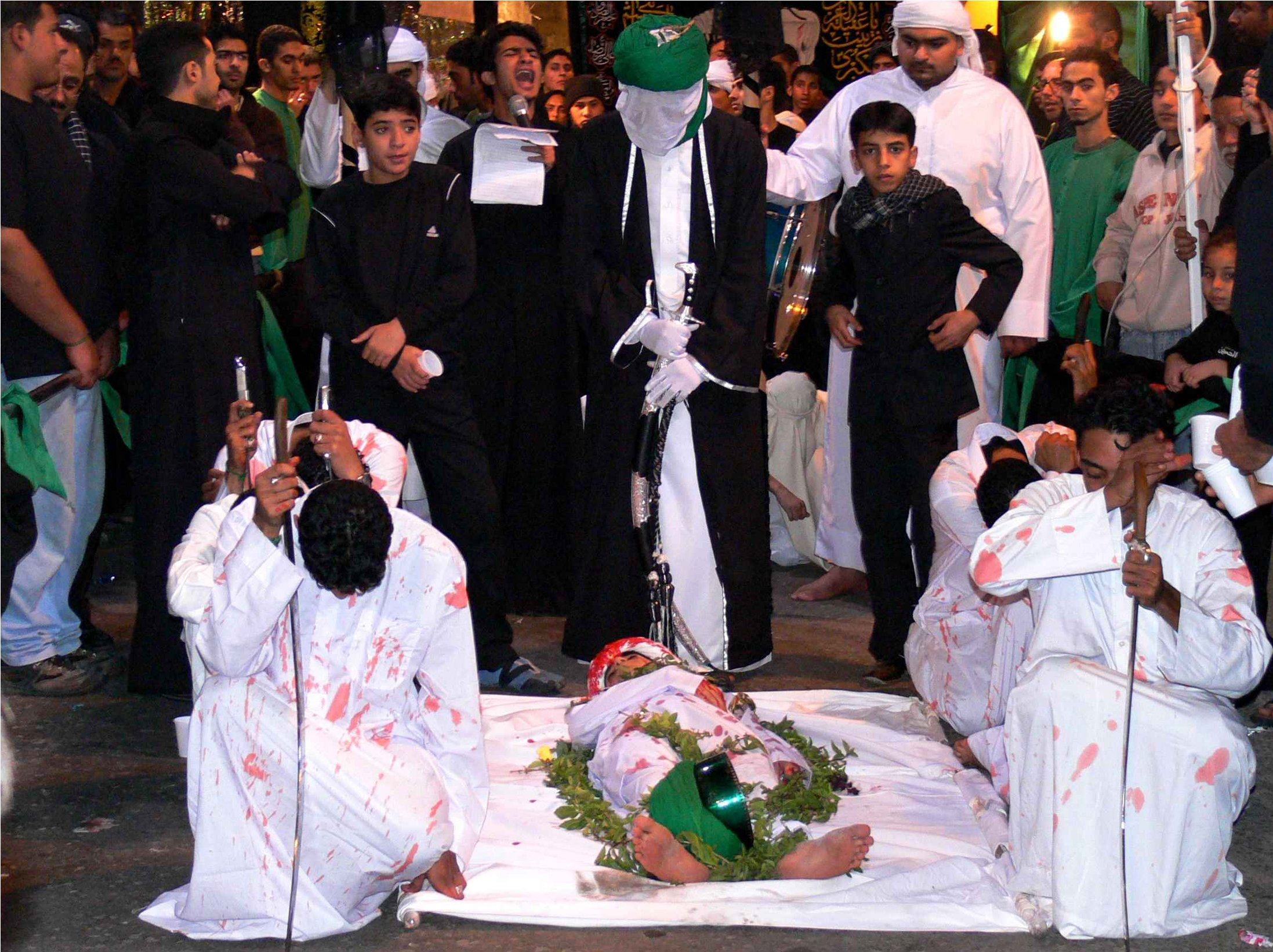
إعادة إحياء أحداث عاشوراء، في المنامة، البحرين، في عام 2007.

### التاريخ
أفيد أن موكب محرم الأول في البحرين قد حدث في المنامة في عام 1891 بقيادة ميرزا محمد إسماعيل الوكيل المحلي لشركة الملاحة البخارية البريطانية الهندية. تصف المؤرخة نيليدا فوكارو الحدث على النحو التالي:
في الخمسينيات عندما شهدت البحرين صعود حركة قومية سار موكب من مأتم من رأس الرمان وهم يهتفون بشعارات قومية يسبقها راية جمال عبد الناصر مصر.
يقع أقدم وأبرز مأتم في البحرين في حي فريج المخارقة وسط المنامة وتم بناؤه في مطلع القرن التاسع عشر. يشمل ذلك مأتم العجم الكبير ومأتم بن رجب ومأتم بن زبر ومأتم مدن ومأتم بن سلوم ومأتم المديفع ومأتم العريض ومأتم القصاب ومأتم الحاج خلف.

### الممارسات والطقوس

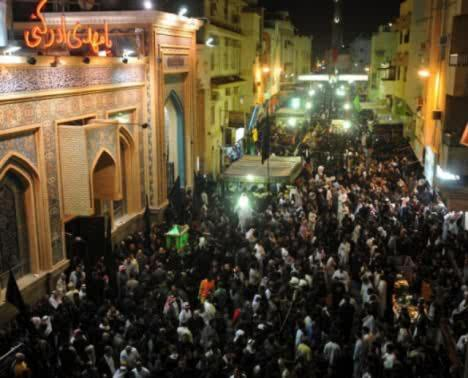
مسيرة خارج مأتم العجم الكبير في نوفمبر 2012.

المحرم في البحرين فريد من نوعه حيث أنه هو البلد العربي الوحيد في منطقة الخليج العربي الذي لديه أغلبية شيعية مسلمة. تشير التقديرات إلى أن آلاف المواطنين الخليجيين يزورون البحرين خلال عاشوراء للمشاركة في المواكب الدينية. على الرغم من أن الإحصاءات الرسمية في عام 2009 تبين أن 1100 مأتم فقط مسجل رسميا في البلاد ويعتقد أن هناك ما يصل إلى 5000 مأتم بما في ذلك المسجلة وغير المسجلة.
تحدث المواكب على أساس يومي تقريبا خلال الشهر. توجد أنواع مختلفة من المواكب: تتكون بعض المواكب من المشاركين الذين يضربون على صدورهم والبعض الآخر يقومون بجلد أنفسهم بالسلاسل أو السيوف أو السكاكين (وتسمى "تطبير"). يتم تؤدية مسرحيات يعيدون في تمثيل أحداث يوم عاشوراء.
عاشوراء هي عطلة رسمية لمدة يومين في البحرين تحدث في اليومين التاسع والعاشر من محرم على التوالي (على الرغم من أن التواريخ تختلف على التقويم الميلادي). يتبرع مجلس الوزراء البحريني بتقديم الأغذية والأموال إلى المآتم خلال هذا الحدث الذي يستمر لمدة شهر.

## أبرز المآتم
المأتم عبارة عن قاعة جماعية شيعية وتسمى أيضا باسم حسينية. يوجد عدة آلاف من المآتم في البحرين وأبرزها:
- مأتم السنابس
- مأتم العجم الكبير
- مأتم بن رجب
- مأتم القصاب
- مأتم بن سلوم
- مأتم جمعية الكَوَرَة الحسينية
- مأتم الزينبية - المنامة

## معرض الصور

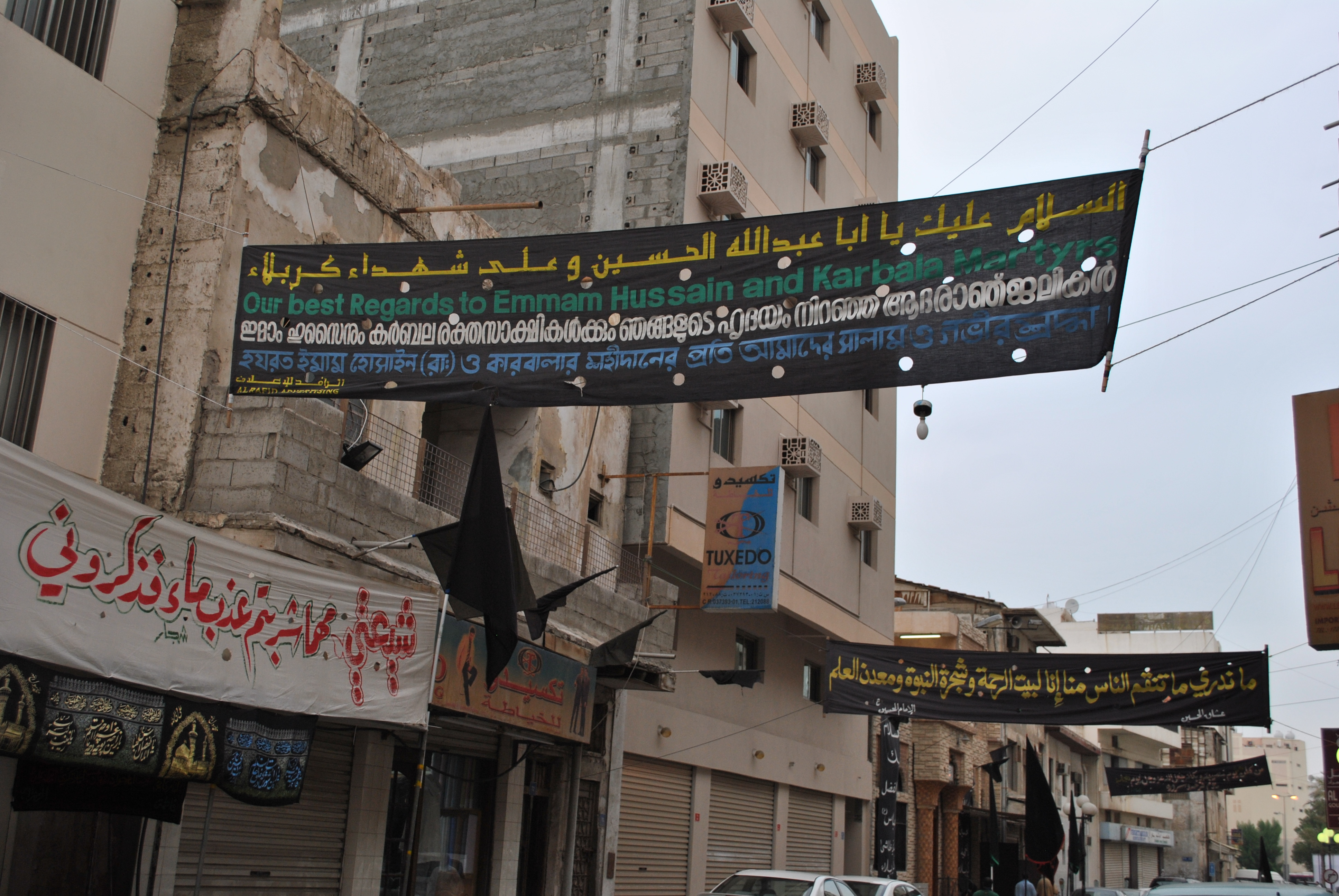
لافتة عاشوراء مكتوبة بأربع لغات: العربية والإنجليزية والماليالامية والبنغالية.
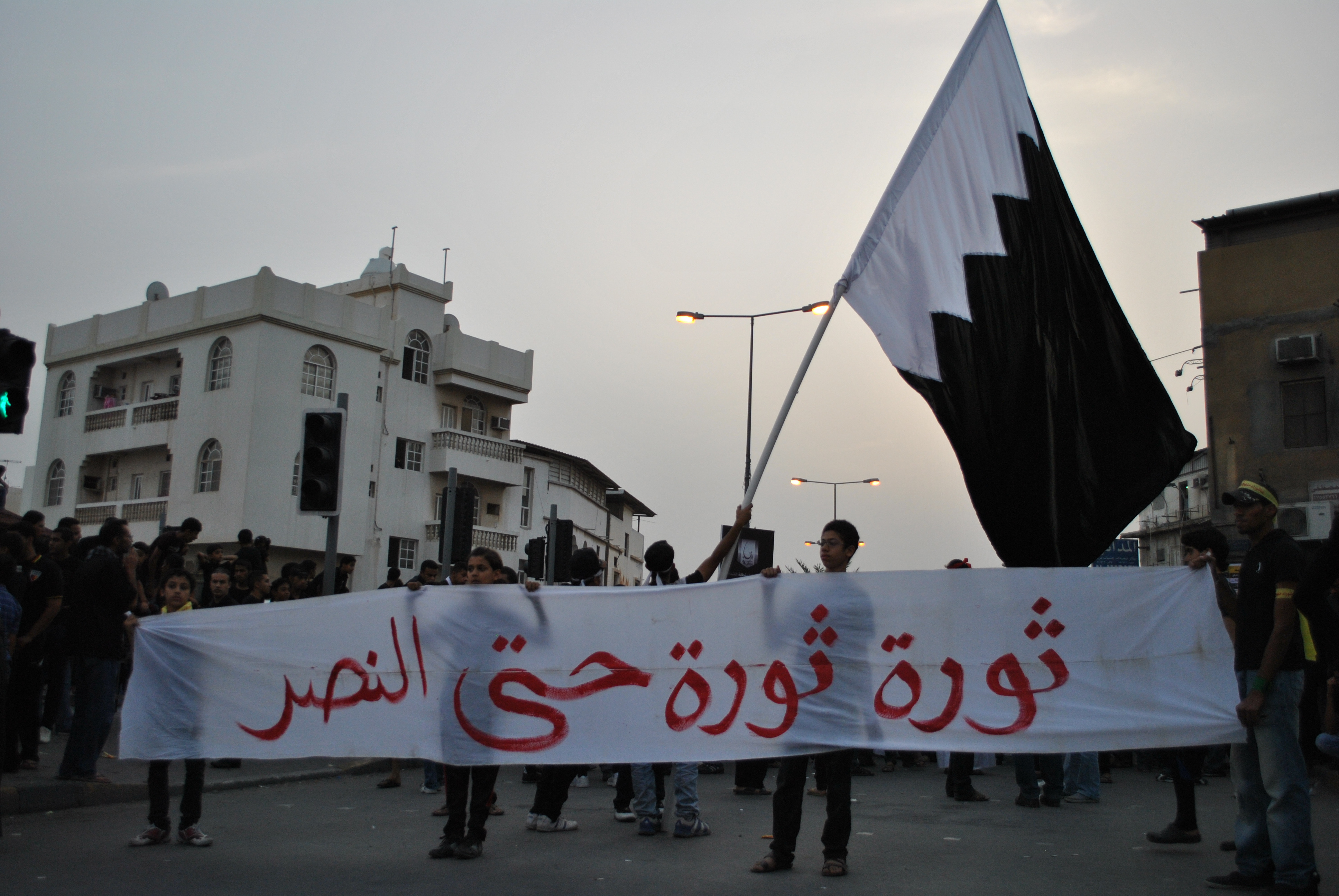
العلم البحريني باللون الأسود بدلا من الأحمر.
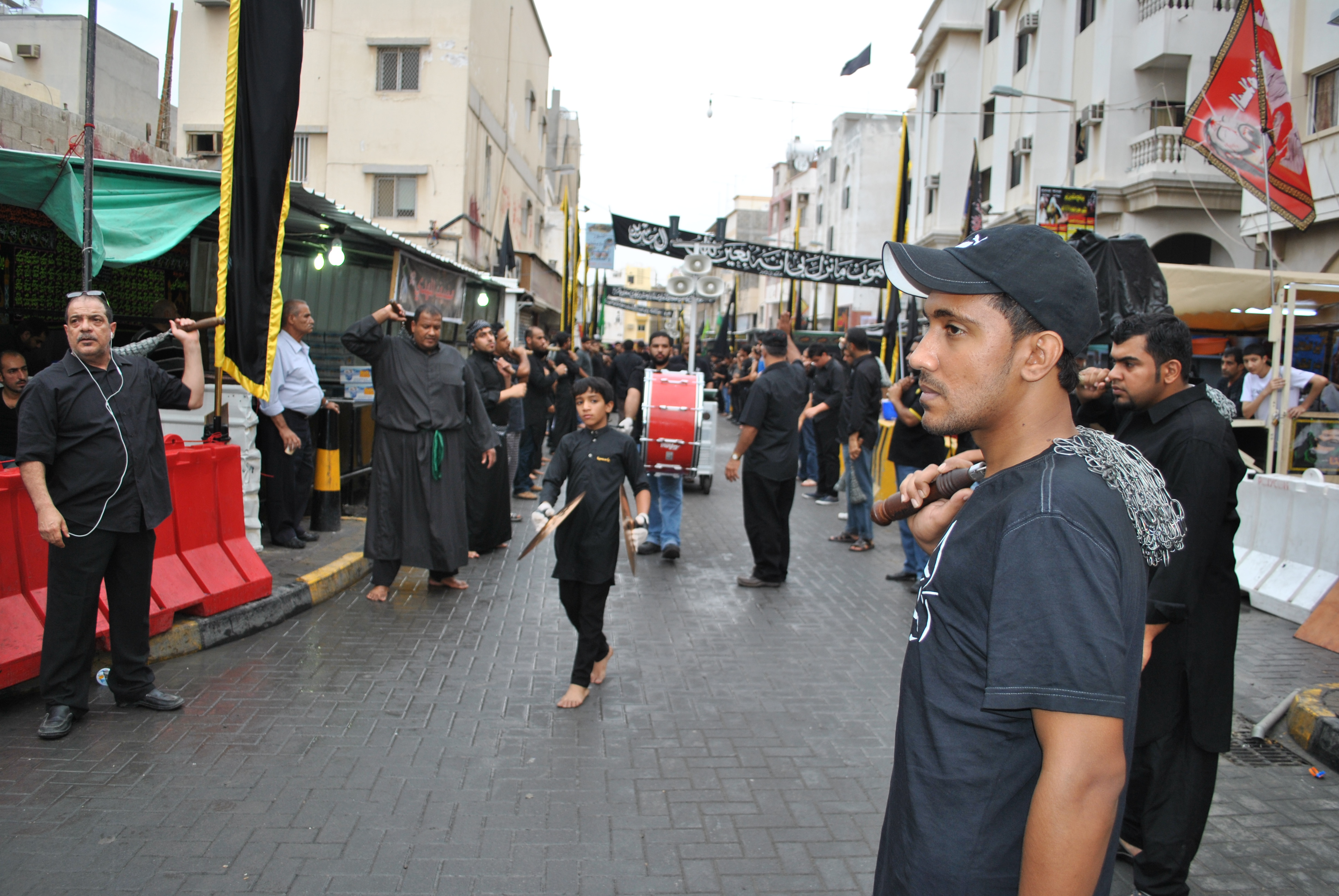
مسيرة في المنامة، البحرين.
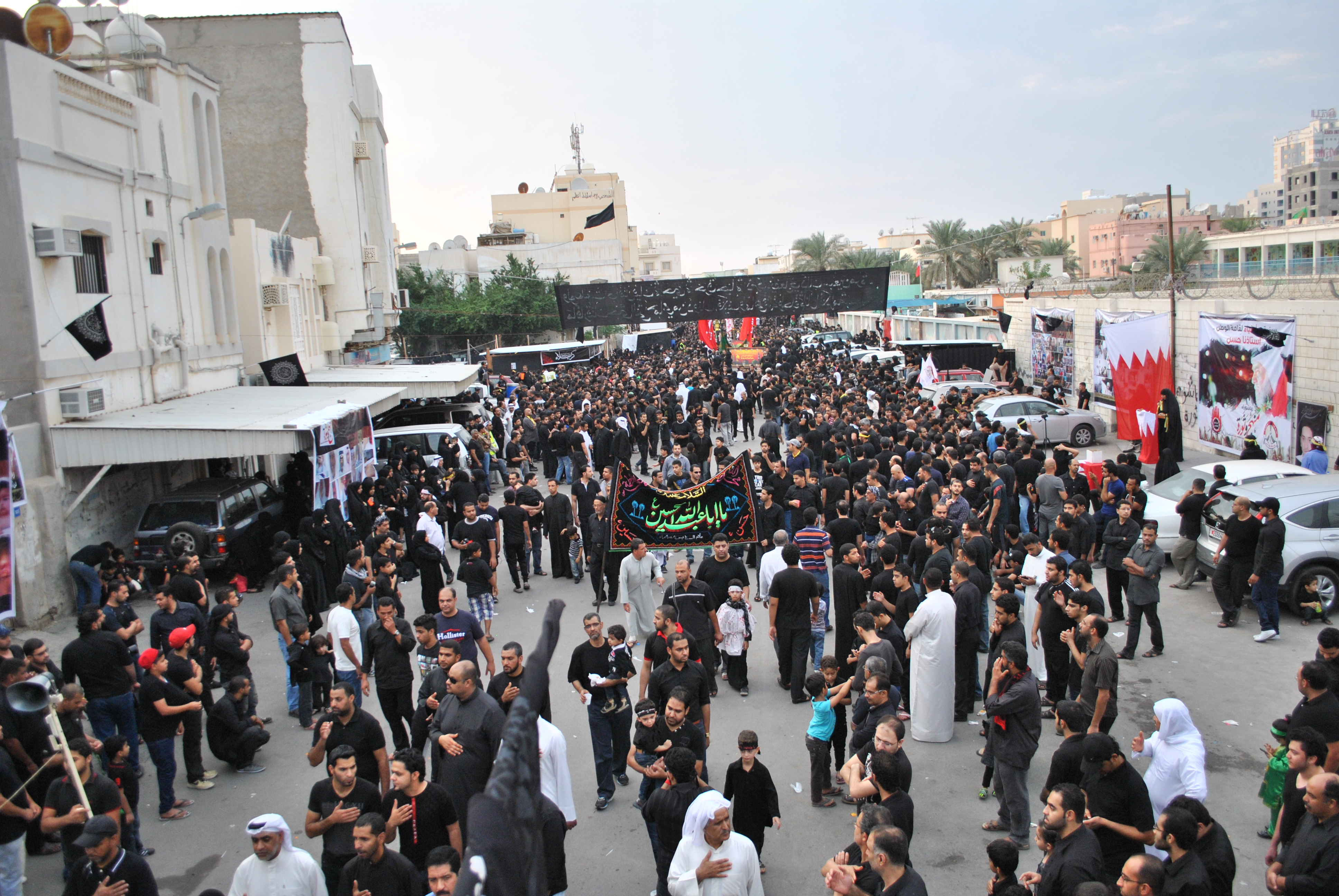
موكب في السنابس.
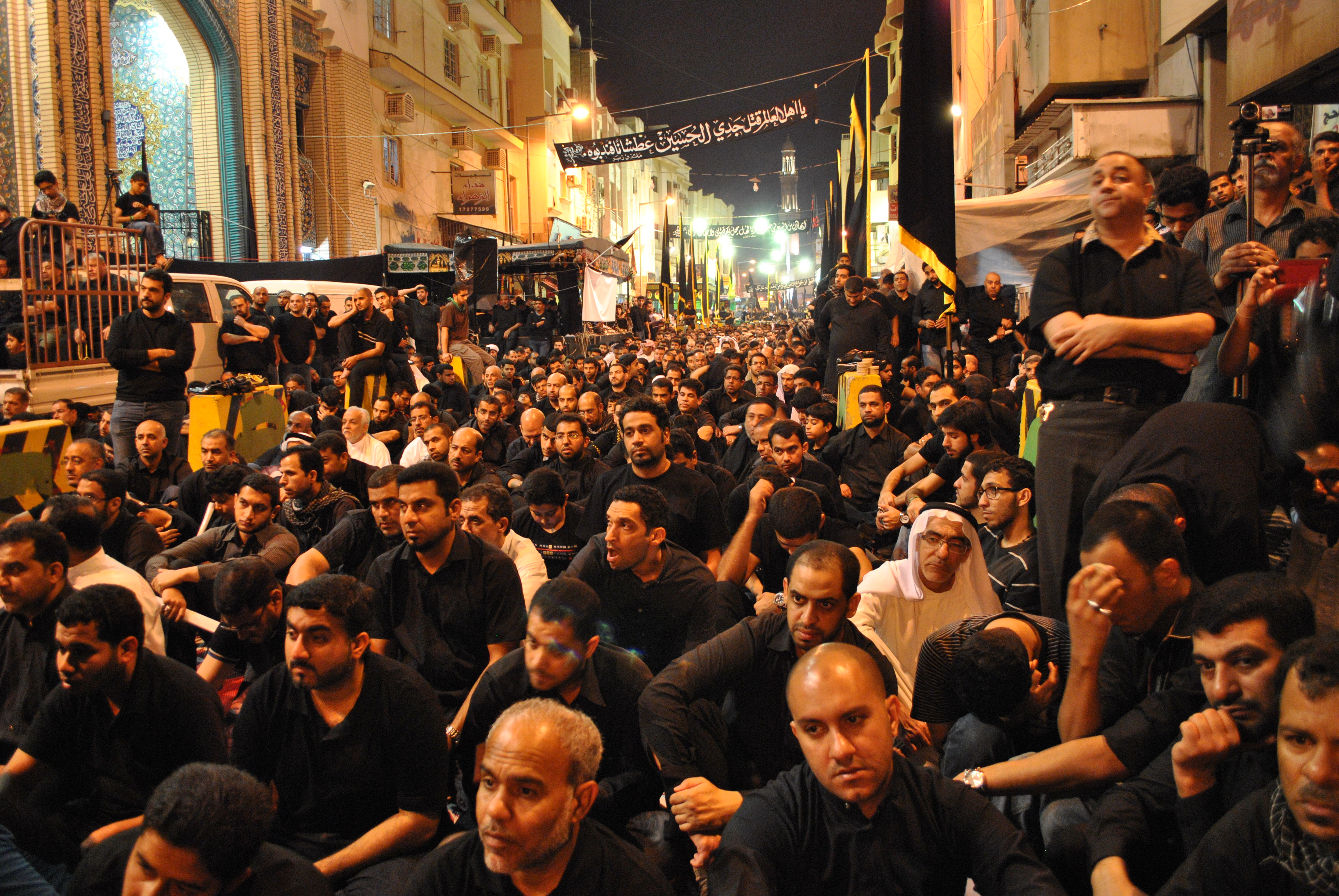
يستمع المسلمون إلى خطاب عشية عاشوراء في المنامة.
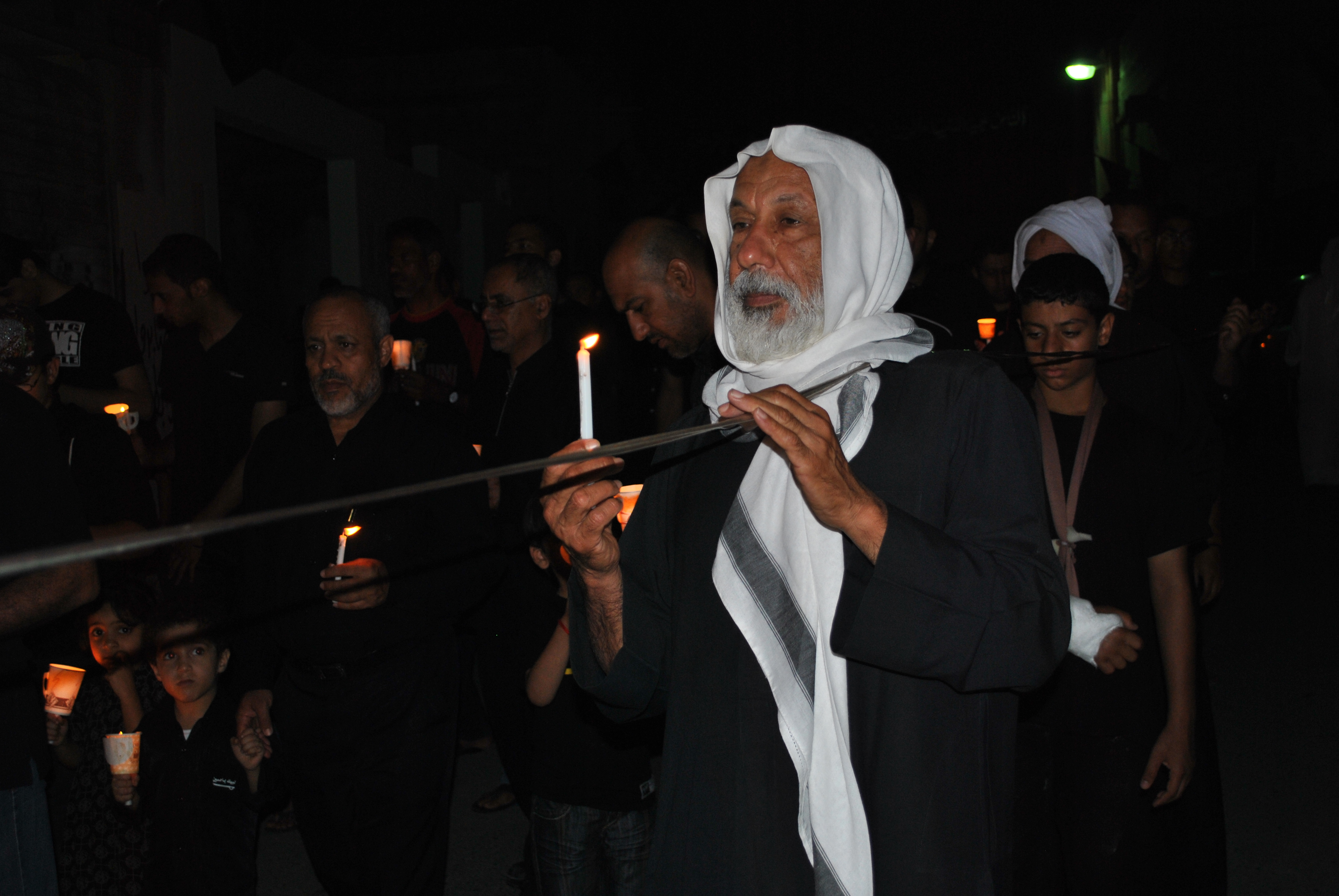
يشارك المسلمون الشيعة البحرينيون في مسيرة بالشموع.
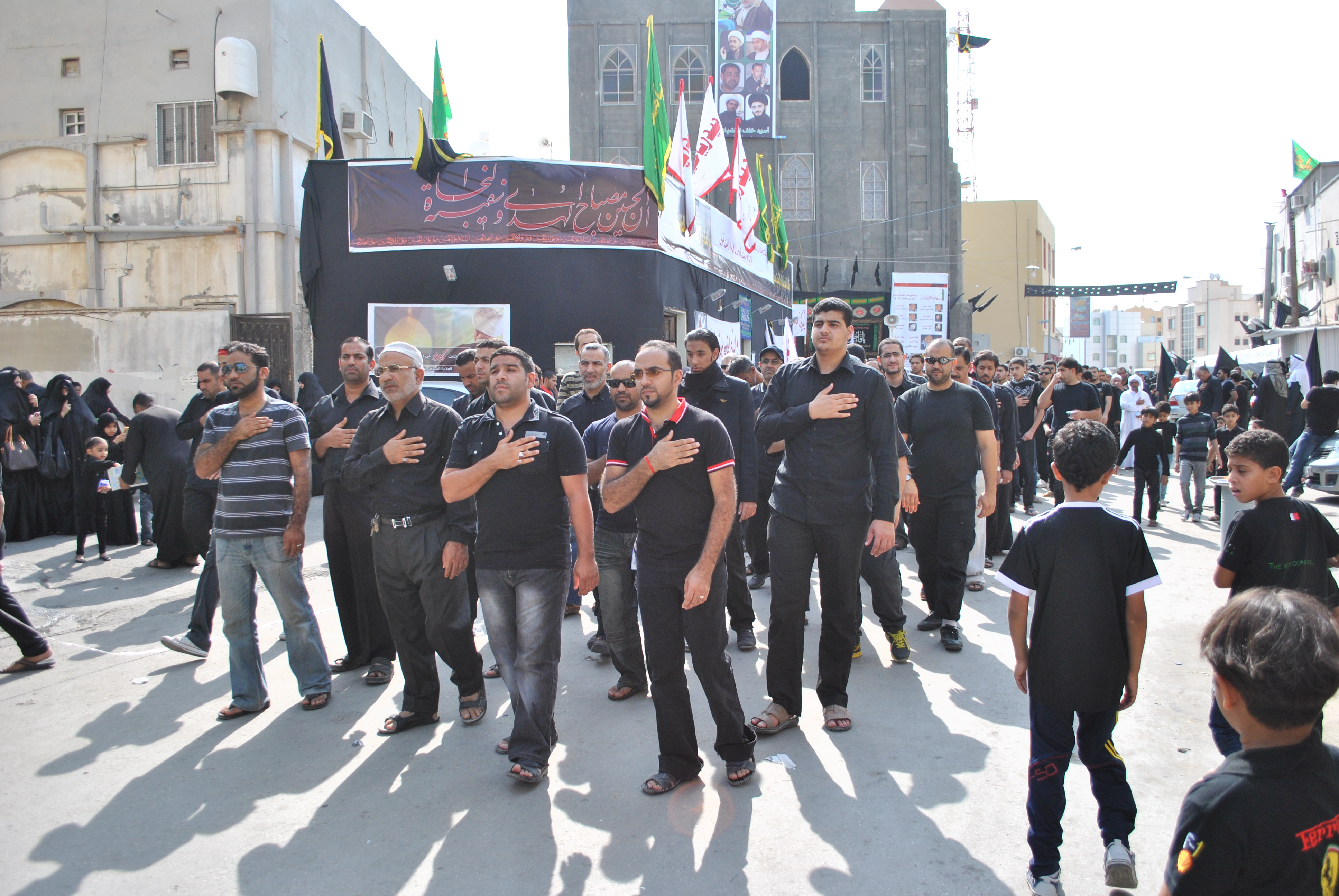
يضرب المسلمون صدورهم وهم يسيرون للاحتفال بيوم عاشوراء.
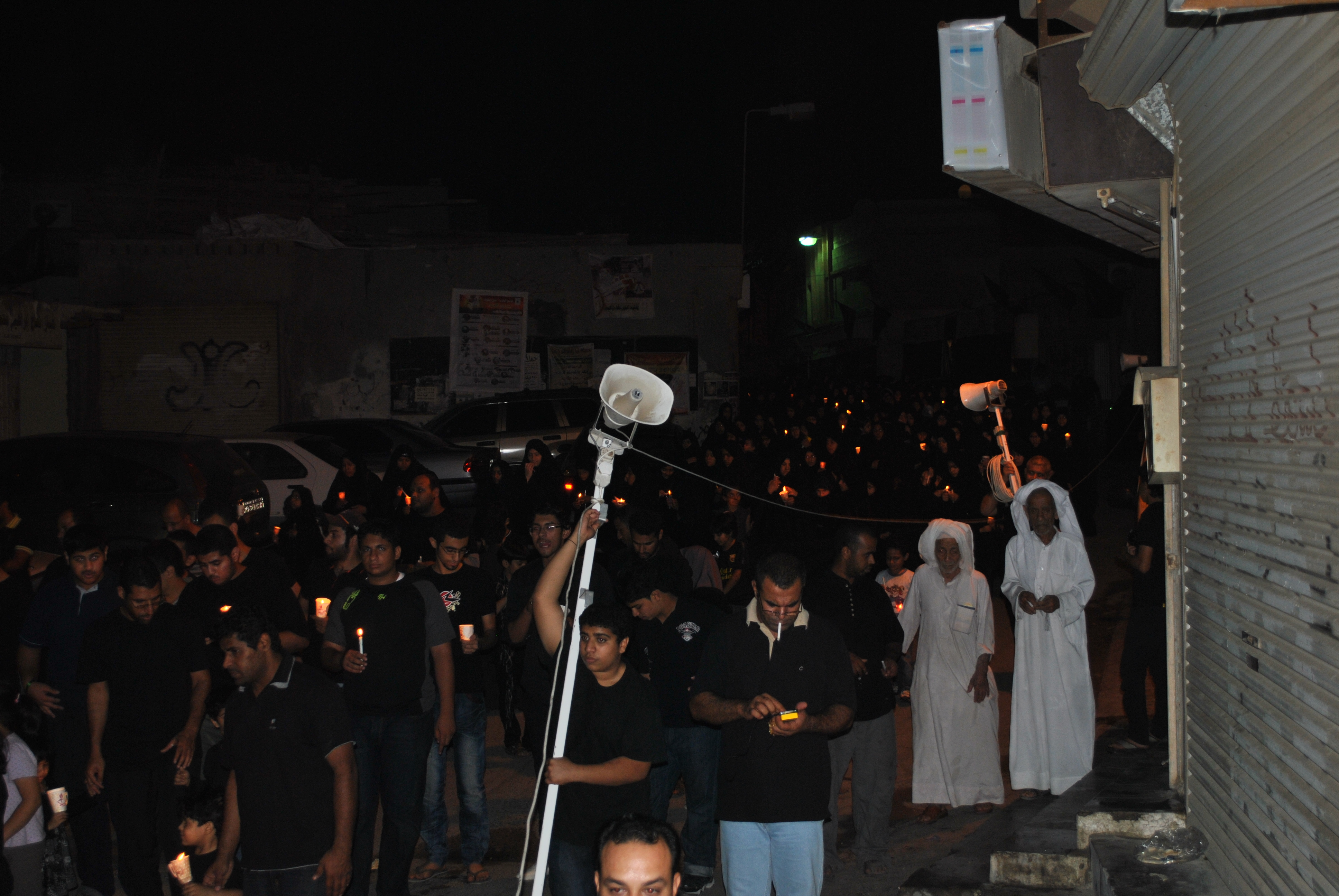
مسيرة بالشموع في المنامة.
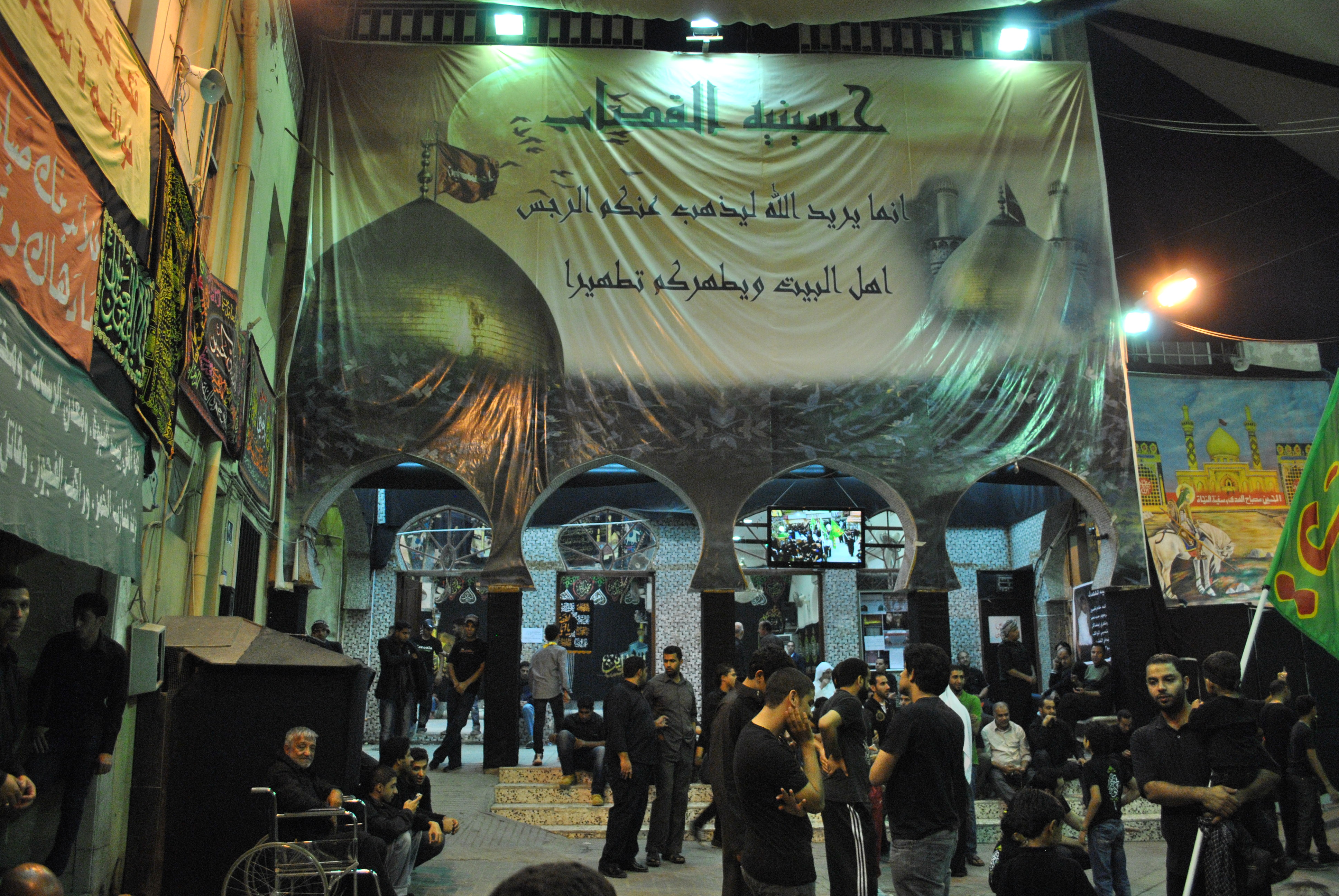
حسينية القصاب، نقطة انطلاق للمواكب.
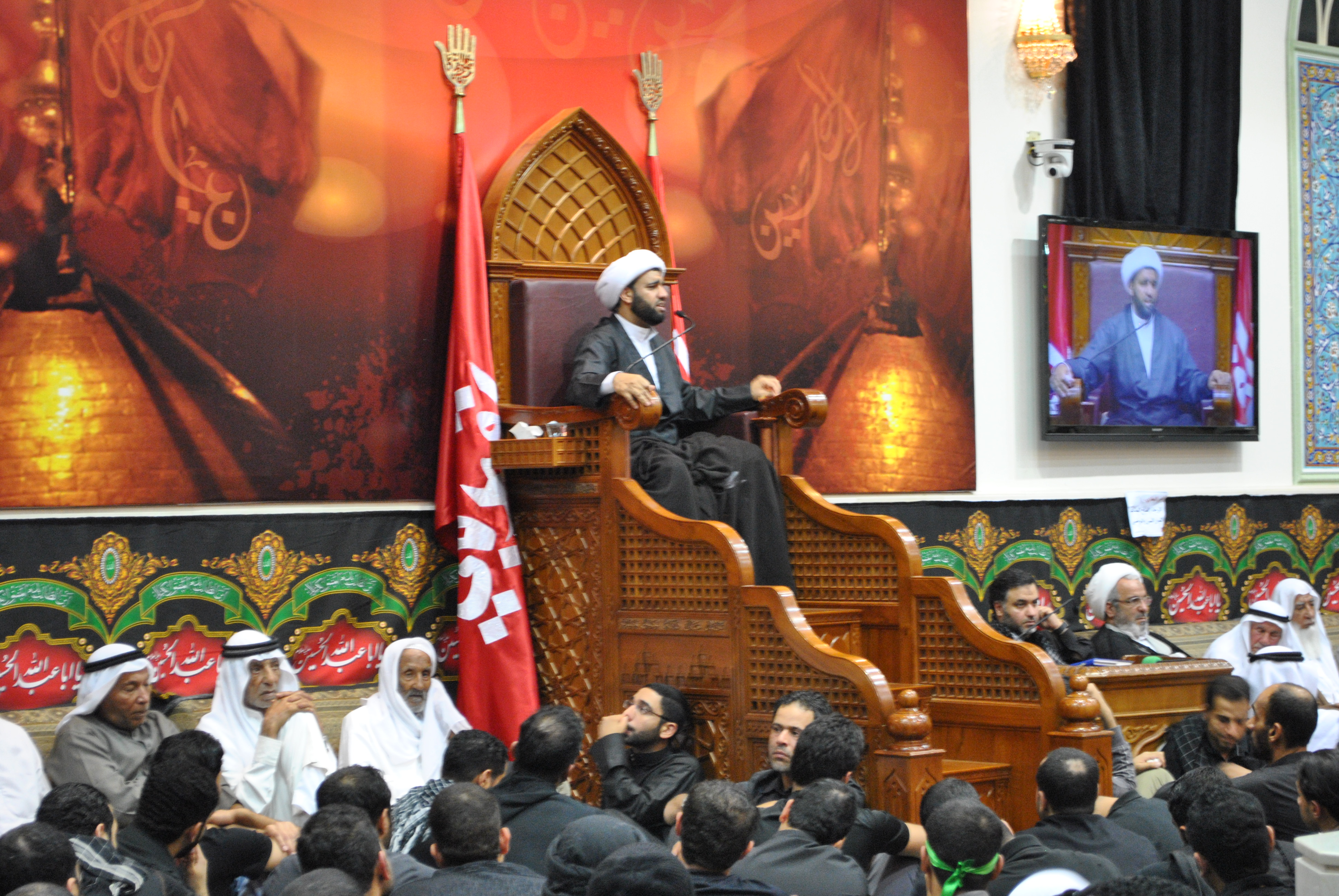
رجل دين يخطب في السنابس.
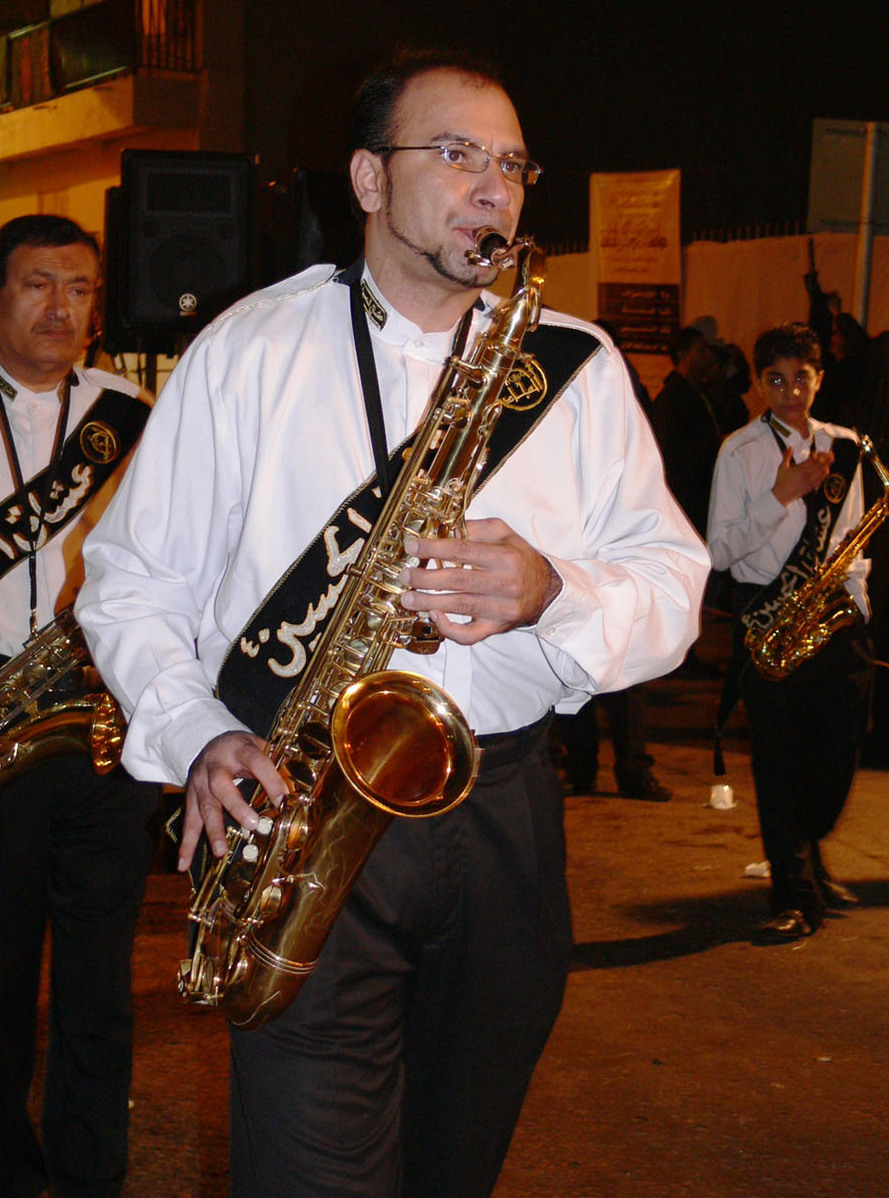
فرقة موسيقية تعزف خلال عاشوراء.
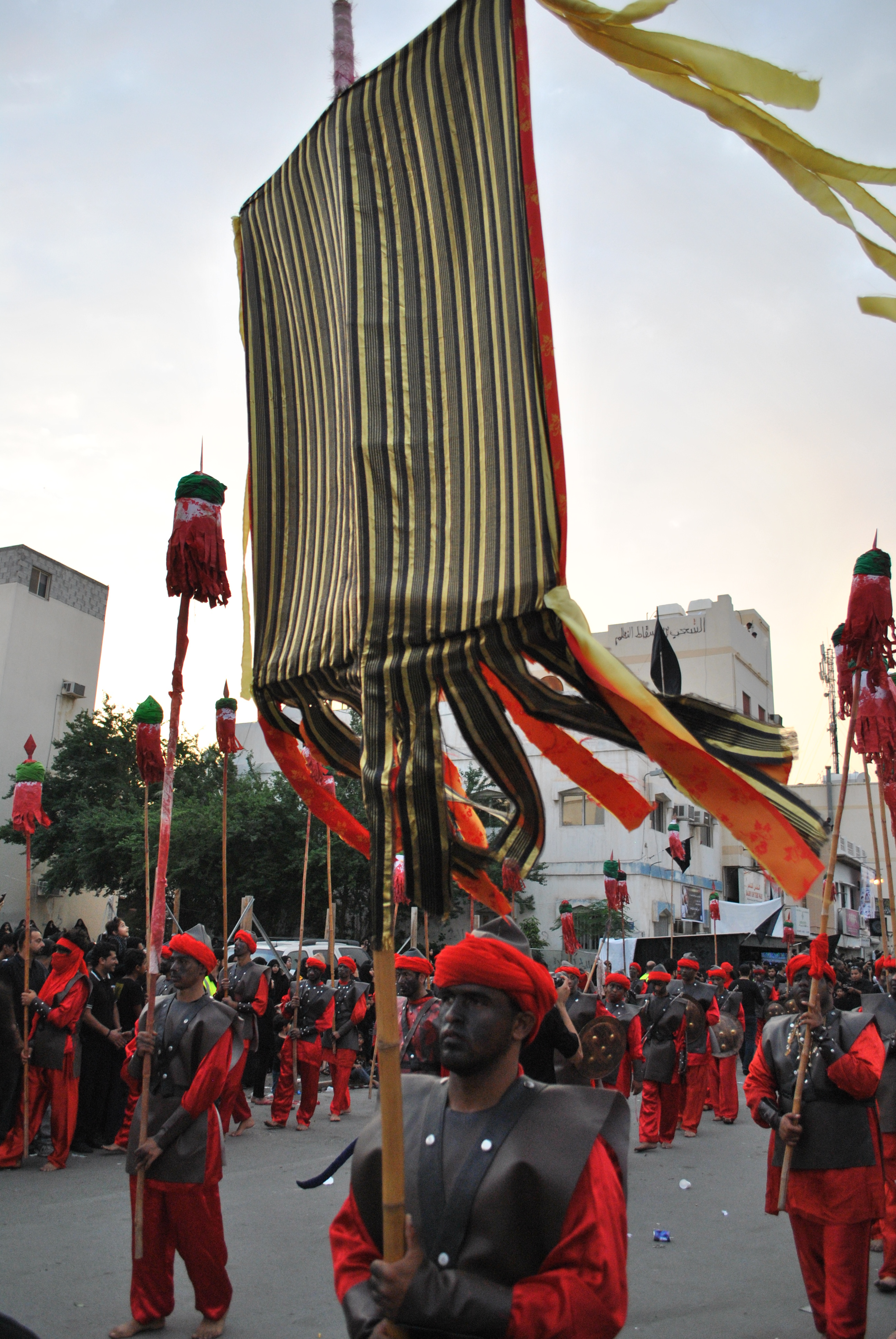
إعادة إحياء ما حدث بعد معركة كربلاء.
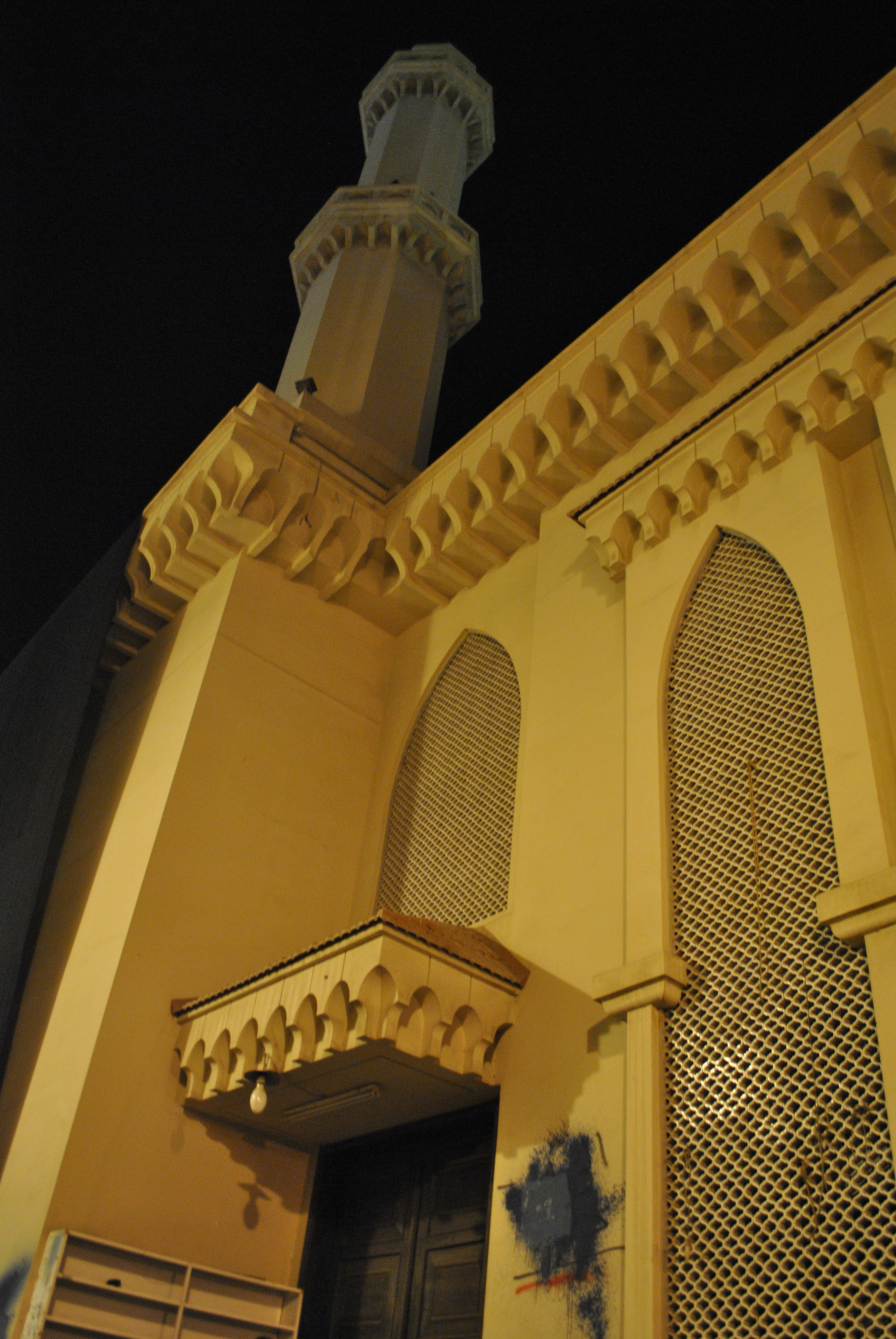
مسجد الخواجة خلال محرم في عام 2012، لاحظ قماش أسود يلف الجانب الغربي من المسجد.
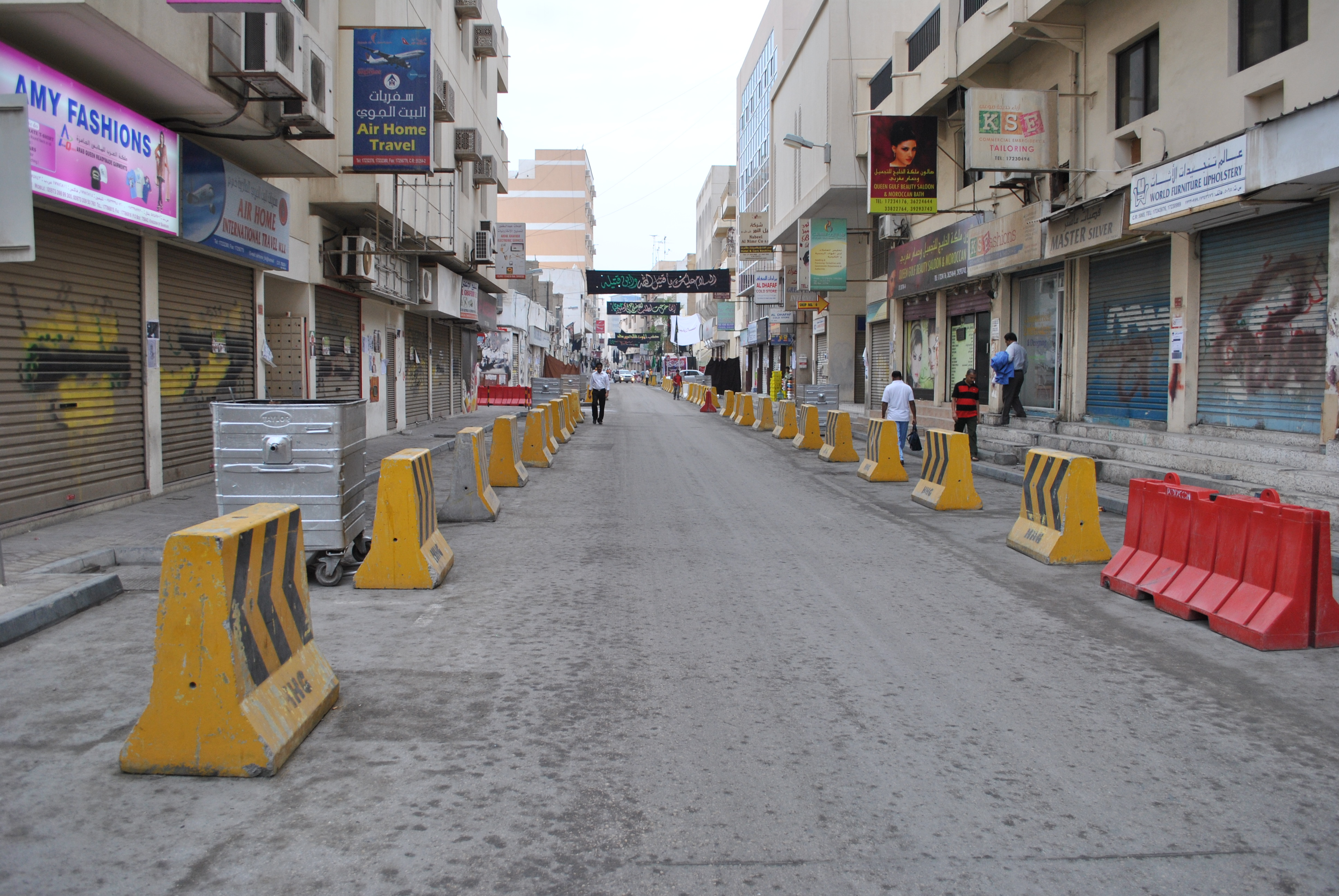
طريق نموذجي في المنامة خلال محرم، قبل مرور الموكب.